# Agnolini
Gli agnolini sono una tipologia di pasta all'uovo ripiena originaria della provincia di Mantova (in mantovano “agnulìn“ o “agnulì“).

## Storia

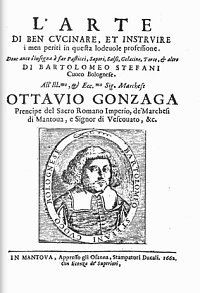
Libro L'arte di ben cucinare di Bartolomeo Stefani, 1662.

La ricetta fu pubblicata per la prima volta nel 1662 da Bartolomeo Stefani, cuoco alla corte dei Gonzaga, nel suo libro L'arte di ben cucinare e viene tramandata di generazione in generazione nelle famiglie. 

## Descrizione
Sono la minestra principe della cucina mantovana, quella delle festività e delle occasioni importanti. 
La tradizione mantovana vuole che durante la Vigilia di Natale la famiglia si riunisce per mangiare i tortelli di zucca, ma il giorno di Natale si assaporano gli agnoli in brodo a base di carne di cappone o in sorbir d'agnoli. Il sorbir è caratterizzato dall'aggiunta di vino rosso, come il Lambrusco, che rappresenta l'apertura al pranzo natalizio
Questo piatto tipico può essere assaporato anche con burro e salvia.
Gli agnolini si differenziano dai classici tortellini emiliani, ai quali sono affini, sia per i componenti dell'impasto che per la forma.